# Hallabro
Hallabro is een plaats in de gemeente Ronneby in het landschap Blekinge en de provincie Blekinge län in Zweden. De plaats heeft 252 inwoners (2005) en een oppervlakte van 49 hectare.

## Verkeer en vervoer
Bij de plaats loopt de Riksväg 27.